# Indomegoura crassirotra
Indomegoura crassirotra är en insektsart som beskrevs av Zhang, G.-x. och Ge-Xia Qiao 1998. Indomegoura crassirotra ingår i släktet Indomegoura och familjen långrörsbladlöss. Inga underarter finns listade i Catalogue of Life.